# Imre Kertész
Imre Kertész (n. 9 noiembrie 1929, Budapesta, Regatul Ungariei – d. 31 martie 2016, Budapesta, Ungaria) a fost un scriitor, romancier, jurnalist, traducător maghiar de religie iudaică, laureat al Premiului Nobel pentru Literatură pe anul 2002. A trăit în ultimii ani ai vieții la Berlin și la Budapesta.

## Viața
La vârsta de 14 ani a fost deportat în lagărele de concentrare Auschwitz-Birkenau și Buchenwald. A debutat ca scriitor în 1975, fiind practic ignorat. Nu a mai publicat până în anul 1988. După căderea comunismului romanul său de debut a fost tradus în limba germană și în alte limbi europene, cartea suscitând interesul cititorilor occidentali.

## Critica la adresa Universității Babeș-Bolyai
Kertész a scris în mod obișnuit la ziarul german Frankfurter Allgemeine Zeitung. Într-un text publicat pe 22 februarie 2006, Kertész a lansat un virulent atac la adresa universității de stat din Cluj, pe care a numit-o „Institutul lui Ceaușescu” și „o relicvă a epocii național-comuniste”. Învățământul în limba maghiară la universitatea din Cluj a cunoscut o severă restrângere în timpul dictaturii ceaușiste încheiate în 1989. Într-o petiție lansată în 2006 împreună cu fizicianul Peter Hantz și adresată președintelui României, primului ministru al României și președintelui Comisiei Europene, Kertész a cerut înființarea unei universități maghiare de stat, separată, la Cluj.

## Operă
În limba română au apărut până în acest moment 4 scrieri ale autorului:
- Fără destin, editura EST, 2003
- Altcineva. Cronica schimbărilor, Editura Humanitas, 2004,
- Drapelul englez, Editura Humanitas (cartea de pe noptieră, 67), 2004;
- Kadiș pentru copilul nenăscut, Editura EST, 2005.

Tot editura EST promite să editeze volumele Eșecul și Lichidarea.
În 2005 romanul Fără destin a fost ecranizat în regia lui Lajos Koltai. Kertész consideră acest film mai autobiografic decât cartea ce i-a stat la bază.